# Карбид тантала
Карбид тантала — химическое соединение металла тантала и углерода с формулой TaC. Имеет широкую область гомогенности, которая составляет 41,5−49,5 ат.% углерода, что отвечает соединениям TaC0,73 и TaC0,96 соответственно.

## Получение
Карбид тантала можно получить одним из следующих способов.
- Восстановлением оксида тантала углеродом с последующим образованием карбида:

Восстановление Ta2O5 и последующее образование карбида тантала проводят при температурах 1400−1600 °C в среде водорода или в вакууме. Источником углерода является сажа.
- Непосредственным насыщением тантала углеродом:

В этом случае технология получения карбида тантала аналогична выше представленному методу, только в этом методе оксид заменен на металлический тантал.
Разновидностью этого способа является получение карбида тантала в графитовом тигле, содержащем тантал, углерод и расплав алюминия или другие металлы группы железа вместо алюминия при температуре до 2000 °C. Полученный продукт обрабатывается кислотой для растворения образовавшихся побочных карбидов алюминия или железа.
- Осаждением из газовой фазы:

В основе способа лежит процесс восстановления пятихлористого тантала у поверхности вольфрамовой или угольной нити до тантала, который взаимодействует с углеводородной средой при температурах от 2000 °C до 2930 °C.
- Восстановительной плавкой танталсодержащих шлаков:

Восстановление и карбидизация тантала происходит за счет добавления в шлак углерода с большим избытком и в присутствии железа. Образующийся карбид выделяют химическим путём.

## Физические свойства
Карбид тантала представляет собой материал от светло- до тёмно-коричневого цвета. Имеет кубическую решетку типа NaCl, пространственная группа Fm3m, с периодом решетки a = 0,4456 нм.
- Удельное электрическое сопротивление 42,1 мкОм•см
- Сверхпроводник при 10,1 К
- Коэффициент линейного теплового расширения  6,6−7,09•10−6 1/K (25−1000 °C)
- Микротвёрдость 18 ГПа
- Модуль упругости 285 ГПа[1][3]

## Химические свойства
Карбид тантала является химически стойким соединением при комнатной температуре по отношению к серной, соляной, ортофосфорной, азотной, щавелевой кислотам и большинства их смесей. Не растворяется в 20% растворе гидроксида натрия.
Растворение большей части соединения происходит в кипящей серной, ортофосфорной кислотах и в смесях гидроксида натрия и бромной воды, гидроксида натрия и пероксида водорода, серной и ортофосфорной кислотах при температурах от 105 °C с образованием осадка солей.
Карбид тантала полностью растворяется в смеси фтороводорода и азотной кислоты.
Начиная с 800 °C, взаимодействует с кислородом образуя Ta2O5.

## Применение
Карбид тантала входит в состав твёрдых сплавов марок ТТК, содержание которого может составлять от 3% до 17%. Добавка карбида тантала позволяет сохранять остроту режущей кромки резца и уменьшает склонность к привариванию стружки к резцу. Также способствует уменьшению размеров зёрен карбидов.
Высокая температура плавления и стойкость против расплавленных металлов позволяет применять карбид тантала как футеровку тиглей для плавки тугоплавких металлов, испарителей для алюминия и цинка, а также нагревательных элементов высокотемпературных электрических печей.
Покрытия из карбида тантала используются для защиты стальных форм при литье под давлением алюминия и его сплавов.